# Dinah Soar
Dinah Soar es una superheroína ficticia que aparece en los cómics estadounidenses publicados por Marvel Comics.

## Historial de publicaciones
Creada por John Byrne, Dinah Soar apareció por primera vez en The West Coast Avengers vol. 2 #46 (julio de 1989).

## Etimología
Su nombre se asemeja a la palabra dinosaurio, su apellido se asemeja al verbo "to soar", que es un término utilizado para indicar el vuelo, de que ella es capaz.

## Biografía ficticia
Dinah Soar nació en la Tierra Salvaje. Su linaje nunca se revela y se desconoce si en realidad era mutante o descendiente de extraterrestres.
Debido a que nunca habló inglés, sus antecedentes siguen siendo completamente desconocidos, pero se convirtió en miembro fundador de los Vengadores de los Grandes Lagos cuando el Sr. Immortal reunió al equipo por primera vez. Se la muestra utilizando la capacidad de calmar al Sr. Immortal cuando se siente abrumado por el estrés y la ira después de que regresa a la vida. Cuando ellos descubrieron que eran almas gemelas, los dos se involucraron románticamente.
Ella fue vista por primera vez en público con el equipo por Ojo de Halcón y Pájaro Burlón, quienes luego aceptaron convertirse en sus mentores. Durante el entrenamiento, Sr. Immortal cayó en la Dimensión Fuerza oscura a través de su compañero de equipo, Doorman. Dinah respondió rápidamente volando dentro de Doorman para rescatar al Sr. Immortal. Con el equipo, ayudó a Ojo de Halcón y los Vengadores de la Costa Oeste contra "Eso que perdura". También ayudaron a Pájaro Burlón en una acción de retención contra Terminus. Después de ayudar a los Thunderbolts contra el villano Gravitón, el equipo se enfrentó con el mercenario Deadpool.

### GLA: Misassembled
Durante la miniserie G.L.A., el equipo se enfrentó a Maelstrom, que estaba tratando de destruir el universo. Durante la batalla, Sr. Immortal muere dejando a Dinah Soar para calmarlo mientras los demás continúan luchando. Después de que Sr. Immortal revive, Maelstrom mata a Dinah con una explosión de energía. Su muerte sumió al Sr. Inmortal en una profunda depresión. Más tarde se recuperó después de derrotar y capturar a Deathurge, quien había estado tomando las almas de sus seres queridos. Más tarde, Doorman la ve en una vida futura parecida a un limbo, jugando a las cartas con los otros miembros fallecidos de GLA.

## Poderes y habilidades
Dinah Soar posee alas naturales y con un amplio entrenamiento, es una voladora ágil. Ella puede utilizar la nitidez similar a un ala como armas eficientes. Dinah tiene una voz hipersónica que le permite proyectar ondas de sonido inaudibles, así como una relación empática capaz de calmar al Sr. Inmortal cada vez que resucita. Su propia raza tiene una esperanza de vida muy larga, como dijo una vez. Incluso lleva un silbato para comunicarse o alertar a otros en caso de emergencia.